# 莫博拉吉·约翰逊站
莫博拉吉·约翰逊站（英語：Mobolaji Johnson Station）是奈及利亞首都拉哥斯艾布特梅塔的一座鐵路車站。該站由中國進出口銀行提供貸款、中國鐵建承建。2021年6月10日，車站隨拉各斯至伊巴丹鐵路（拉伊鐵路）通車而啟用。尼日利亞總統穆罕默杜·布哈里當日在莫博拉吉·詹森車站出席通車儀式並揭牌。
車站命名自前拉各斯州長，莫博拉吉·约翰逊將軍。